# Paraíso Tropical
Paraíso Tropical è una telenovela brasiliana, prodotta da TV Globo, che l'ha trasmessa per la prima volta dal 5 marzo 2007 al 28 settembre dello stesso anno, per un totale di 179 episodi. Scritta da Gilberto Braga e Ricardo Linhares, è stata diretta da Denis Carvalho e José Luiz Villamarim con la collaborazione di Amora Mautner, Roberto Vaz, Maria De Médicis e Cristiano Marques.
Inedita in Italia, è stata la prima telenovela brasiliana a ricevere una candidatura all'Emmy. 